# Mehmet Eroğlu
Mehmet Eroğlu (né le 2 octobre 1948) est un romancier turc. Son œuvre la plus connue est Issızlığın Ortasında (« Au milieu de la solitude »).

## Prix
- 2022 Prix de littérature Erdal-Öz